# Kim Ji-soo (attrice)
Kim Ji-soo (김지수?, 	金志秀?, Gim JisuLR, Kim ChisuMR), pseudonimo di Yoon Sung-yoon (24 ottobre 1972), è un'attrice sudcoreana.
Ha esordito nel 1992, lavorando per oltre un decennio in televisione prima di approdare al cinema. Il suo primo ruolo sul grande schermo è stato in Yeoja, Jeong-hye di Lee Yoon-ki (2004), per il quale ha vinto il premio come migliore attrice al Singapore International Film Festival e come migliore attrice emergente ai Blue Dragon Film Award, ai Busan Film Critics Award e ai Korean Film Award.

## Filmografia

### Cinema
- Yeoja, Jeong-hye (여자, 정혜?), regia di Lee Yoon-ki (2004)
- Baksuchil ttae tteonara (박수칠 때 떠나라?), regia di Jang Jin (2005)
- Love Talk (러브 토크?), regia di Lee Yoon-ki (2005)
- Romance (로망스?), regia di Moon Seung-wook (2006)
- Ga-eullo (가을로?), regia di Kim Dae-seung (2006)
- Saranghal ttae i-yagihaneun geotdeul (사랑할 때 이야기하는 것들?), regia di Byu Seung-wook (2006)
- Saranghanda, saranghaji anneunda (사랑한다, 사랑하지 않는다?), regia di Lee Yoon-ki (2011)
- Gangnam 1970 (강남 1970?), regia di Yoo Ha (2015)
- U-ju-ui Christmas (우주의 크리스마스?), regia di Kim Kyung-hyung (2016)
- Wanbyeokhan ta-in (완벽한 타인?), regia di J.Q. Lee (2018)

### Televisione
- Yeoljeongsidae (열정시대?) – serie TV (1993-1994)
- Chin-aehaneun gita yeoreobun (친애하는 기타 여러분?) – serie TV (1993)
- Meonameon ssongbagang (머나먼 쏭바강?) – serie TV (1993)
- Jonghap byeong-won (종합병원?) – serie TV (1994)
- M – serie TV (1994)
- Majimak yeon-in (마지막 연인?) – serie TV (1994)
- Donggigan (동기간?) – serie TV (1996)
- Nae an-ui cheonsa (내 안의 천사?) – serie TV (1997)
- San (산?) – serie TV (1997)
- Geudae nareul bureul ttae (그대 나를 부를 때?) – serie TV (1997-1998)
- Sarang (사랑?) – serie TV (1998)
- Bogo tto bogo (보고 또 보고?) – serial TV (1998-1999)
- Mi-una go-una (미우나 고우나?) – serial TV (1998-1999)
- Heurin nar-e sseun pyeonji (흐린 날에 쓴 편지?) – serie TV (1998-1999)
- Dalkomhan sinbu (달콤한 신부?) – serie TV (1999-2000)
- Nappeun chin-gudeul (나쁜 친구들?) – serie TV (2000)
- Tae-yang-eun gadeukhi (태양은 가득히?) – serie TV (2000-2001)
- Ondal wangjadeul (온달 왕자들?) – serial TV (2000-2001)
- Sinhwa (신화?) – serie TV (2001)
- Haetbit sanyang (햇빛 사냥?) – serie TV (2002)
- Heureuneun gangmulcheoreom (흐르는 강물처럼?) – serie TV (2002-2003)
- Noran sonsugeon (노란 손수건?) – serial TV (2003)
- Cheotsarang (첫사랑?) – serie TV (2003)
- Yeong-ung sidae (영웅시대?) – serie TV (2004-2005)
- Tae-yang-ui yeoja (태양의 여자?) – serie TV (2008)
- Geunchogo wang (근초고왕?) – serie TV (2010-2011)
- Love Again (러브 어게인?) – serie TV (2012)
- Ttatteuthan mal hanmadi (따뜻한 말 한마디?) – serie TV (2013-2014)
- Gi-eok (기억?) – serie TV (2016)
- Hwarang (화랑?) – serie TV (2016-2017)
- A Korean Odyssey (화유기?) – serie TV (2017-2018)
- Yeo-ugaksibyeol (여우각시별?) – serie TV (2018)
- 365: Unmyeong-eul geoseureuneun 1nyeon (365: 운명을 거스르는 1년?) – serie TV (2020)
- High Class (하이클래스?) – serie TV (2021)
- Romance in the House (가족X멜로?) – serie TV (2024)